# クリンチャー
クリンチャー（欧字名:Clincher、2014年3月10日 - ）は、日本の競走馬。主な勝ち鞍は2018年の京都記念、2020年のみやこステークス、2021年の佐賀記念、2021年・2022年の名古屋大賞典連覇。
馬名の意味は「決定打」。

## 戦績

### デビュー前
北海道新冠町の平山牧場で生まれる。母ザフェイツがノースヒルズマネジメントの所有馬であった繋がりでノースヒルズグループ代表の前田幸治の所有馬となり、デビュー前は鳥取県の大山ヒルズで育成された。大山ヒルズマネージャーの齋藤慎は当時のクリンチャーの印象について、「入厩当初からどちらかといえば晩成型という印象でしたが、気持ちの入っている馬で、当時から豊かな将来性を感じていました」と語っている。

### 3歳（2017年）
1月16日の中京競馬場での新馬戦でデビューするが、全く見せ場がないまま12着と大敗する。中1週での出走となった未勝利戦では14頭立ての最低人気（単勝244.8倍）だったが、藤岡佑介を鞍上に迎えてハナを奪うとそのまま3馬身差をつけての逃げ切り勝ちを収めた。3戦目のすみれステークスでは好位追走から早めに抜け出し、後続に4馬身差の圧勝で2連勝を果たす。続く皐月賞(GI)では13番人気の低評価であったが、先行策からしぶとく粘って4着に入り、東京優駿(GI)への優先出走権を得た。デビュー5戦目で挑んだ東京優駿では行き脚がつかず、内で動くに動けない形となり、13着に敗れた。
秋はセントライト記念(GII)から始動するも、直線で失速して9着に終わる。台風21号による大雨で史上稀に見る極悪馬場となった菊花賞(GI)では、これまでと違って中団後方に待機し、外を回って徐々に進出。直線では一旦先頭に立ち、大外を追い込んできたキセキには交わされたが2着に入った。
その後、陣営の元に香港ヴァーズ(GI)の招待状が届き、有馬記念(GI)への出走も含めてローテーションが検討されたが、どちらにも参戦せず、結局は年内を休養に当てることになった。

### 4歳（2018年）
始動戦となった京都記念(GII)では、同期のダービー馬レイデオロや皐月賞馬アルアインなどG1馬4頭が顔を揃える中、4番人気に支持される。重馬場の中、道中は内で我慢し、直線で馬群の間を突いて抜け出して重賞初制覇を果たした。続く阪神大賞典(GII)では主戦の藤岡佑介に代わり、陣営が以前からオファーを出していた武豊が騎乗した。レースでは序盤に折り合いを欠いて3着に終わり、単勝1.9倍の1番人気に応えることはできなかった。天皇賞（春）(GI)でも武が騎乗予定だったが、前週に騎乗停止となったため、三浦皇成が騎乗することになった。天皇賞・春は単勝4番人気で出走し、直線で先頭に躍り出そうな場面はあったが上位2頭に競り負け3着に終わる。
レース後、陣営は秋にフランス遠征を行うことを発表。宝塚記念には向かわず、武とのコンビでフォワ賞、凱旋門賞に挑戦することになった。
凱旋門賞前哨戦のフォワ賞で最下位6着に完敗。本番の凱旋門賞では本命エネイブルと同じような位置取りで進めるものの地力の差で直線に入って全く伸びず。17着に惨敗した。帰国後は福永祐一を鞍上に有馬記念に出走したが、直線入り口で早々と力尽き、16頭中15着の大敗を喫した。

### 5歳（2019年）
日経賞から始動。前年の天皇賞（春）以来となる三浦皇成が騎乗したが、中団追走から伸びを欠き、7着に終わった。前年3着の天皇賞(春)でも引き続き三浦が騎乗し、前年の菊花賞上位3頭に次ぐ4番人気に支持されたが、見せ場を作れないまま10着と大敗した。上半期最終戦の宝塚記念でも8着と精彩を欠いたままであった。
3歳春から2年に渡って王道路線を歩んできたが、「とにかく自信をつけさせたい」という陣営の思いから、初のハンデ戦となる新潟記念に田辺裕信との初コンビで出走。しかし、直線で失速して12着と浮上のきっかけを掴むことはできなかった。
秋は京都大賞典から始動したが9着となり、当年を終えた。

### 6歳（2020年）
陣営は前年の京都大賞典を最後にダート転向を決断。初戦として仁川ステークスに出走した。3番人気で迎えたレース本番、後方待機から直線で馬群を割って進出すると、勝ち馬から半馬身差まで迫り、初ダートながら2着と健闘した。
次走のマーチステークスは4番人気で出走。直線外から猛追したが勝ち馬スワーヴアラミスに及ばず2戦連続の2着となった。
続いてアンタレスステークスに登録したが、ダートの獲得賞金が少なかったため除外対象になってしまう。しかし、「アローワンスを含めたハンデ上位3頭の優先出走」に該当、57.5kgのトップハンデで優先出走できることとなった。レースには2番人気で出走し、3着だった。
6月20日の三宮ステークス(OP)には前年のみやこステークス勝ち馬ヴェンジェンスに次ぐ2番人気で出走。レースでは直線で後続を突き放すヴェンジェンスに唯一食い下がったが、3/4馬身及ばず2着だった。
続くジュライステークスでは単勝1.8倍の1番人気に推されたが前走に続く2着に敗れ、太秦ステークスでも1番人気に推されたが、直線での進出に手間取り、ダート転向後初めて複勝圏内を外す4着に敗れた。
4月のアンタレスステークス以来の重賞出走となったみやこステークスでは川田将雅との初コンビを結成。本年の東海ステークスを勝ったエアアルマスや太秦ステークスを勝ったベストタッチダウンらが集まったが、1番人気に支持された。レースでは、道中好位を追走すると、直線で一気に抜け出し勝利。2年9ヶ月ぶりの勝利で、芝・ダート両重賞制覇を果たした。そのままチャンピオンズカップに三浦皇成とのコンビで参戦したが11着に大敗した。

### 7歳（2021年）
この年は初の地方競馬参戦となる佐賀記念から始動。単勝1.7倍の圧倒的1番人気に支持され、レースではスタートから先手を奪うと、直線ではみるみる後続を突き放し、最終的に2着アシャカトブに9馬身差を付けるレコードタイムで圧勝。ダート重賞2勝目をマークした。
続いて名古屋大賞典に出走。前走の圧勝もあり単勝1.3倍の断然の1番人気に推された。道中は中団を追走すると2周目の第3コーナーから絶好の手応えで進出を開始。最後の直線に入ってすぐ先頭を捕らえると苦も無く突き放して3馬身差の勝利。連勝でダート重賞3勝目となった。クリストフ・ルメールとの初コンビで挑んだ帝王賞は4番手から競馬を進めたが3着に敗れた。連覇に挑んだみやこステークスは1番人気に推されたが好位からレースを進めたが伸びきれず6着に敗れた。次走のチャンピオンズカップでは見せ場なく14着と惨敗に終わった。東京大賞典では道中3・4番手追走から直線で先頭に立つも、オメガパフュームとの競り合いに敗れ2着となった。

### 8歳（2022年）
この年の初戦は連覇がかかった名古屋大賞典に出走。5番手追走から2周目の3 - 4コーナーで仕掛けると、最後はケイアイパープルを頭差かわして連覇を飾った。続く帝王賞では2番手追走からいったんは先頭に立つも直線で失速し5着に終わった。
秋に入り、みやこステークスでは10着と大敗。12月8日の名古屋グランプリでは5着に終わり、レース後に関係者間で協議して現役を引退することになった。12月18日付で競走馬登録を抹消、引退後は馬事公苑で乗馬になる予定とされたが、2023年より函館競馬場に在厩し誘導馬デビューしている。

## 競走成績
以下の内容は、netkeiba.comの情報に基づく。
| 競走日     | 競馬場         | 競走名           | 格     | 距離（馬場）  | 頭 数 | 枠 番 | 馬 番 | オッズ （人気） | 着順 | タイム （上り3F） | 着差 | 騎手        | 斤量 [kg] | 1着馬（2着馬）         | 馬体重 [kg] |
| ---------- | -------------- | ---------------- | ------ | ------------- | ----- | ----- | ----- | --------------- | ---- | ----------------- | ---- | ----------- | --------- | ---------------------- | ----------- |
| 2017.01.16 | 中京           | 3歳新馬          |        | 芝2000m（重） | 16    | 8     | 16    | 034.4（11人）   | 12着 | R2:08.0（35.8）   | -2.2 | 0丸山元気   | 56        | タガノアスワド         | 476         |
| 0000.01.28 | 京都           | 3歳未勝利        |        | 芝2000m（良） | 14    | 4     | 5     | 244.8（14人）   | 01着 | R2:00.8（35.6）   | -0.5 | 0藤岡佑介   | 56        | （ミッキーロイヤル）   | 478         |
| 0000.02.26 | 阪神           | すみれS          | OP     | 芝2200m（良） | 7     | 1     | 1     | 012.00（5人）   | 01着 | R2:14.1（35.8）   | -0.7 | 0藤岡佑介   | 56        | （タガノアシュラ）     | 476         |
| 0000.04.16 | 中山           | 皐月賞           | GI     | 芝2000m（良） | 18    | 8     | 16    | 076.7（13人）   | 04着 | R1:58.1（34.8）   | -0.3 | 0藤岡佑介   | 57        | アルアイン             | 476         |
| 0000.05.27 | 東京           | 東京優駿         | GI     | 芝2400m（良） | 18    | 3     | 5     | 030.20（9人）   | 13着 | R2:28.1（34.3）   | -1.2 | 0藤岡佑介   | 57        | レイデオロ             | 472         |
| 0000.09.18 | 中山           | セントライト記念 | GII    | 芝2200m（良） | 15    | 3     | 4     | 010.70（4人）   | 09着 | R2:13.8（34.8）   | -1.1 | 0藤岡佑介   | 56        | ミッキースワロー       | 490         |
| 0000.10.22 | 京都           | 菊花賞           | GI     | 芝3000m（不） | 18    | 2     | 4     | 030.9（10人）   | 02着 | R3:19.2（40.2）   | -0.3 | 0藤岡佑介   | 57        | キセキ                 | 482         |
| 2018.02.11 | 京都           | 京都記念         | GII    | 芝2200m（重） | 10    | 4     | 4     | 010.50（4人）   | 01着 | R2:16.3（36.1）   | -0.2 | 0藤岡佑介   | 55        | （アルアイン）         | 486         |
| 0000.03.18 | 阪神           | 阪神大賞典       | GII    | 芝3000m（良） | 11    | 7     | 8     | 001.90（1人）   | 03着 | R3:04.0（36.6）   | -0.4 | 0武豊       | 56        | レインボーライン       | 486         |
| 0000.04.29 | 京都           | 天皇賞（春）     | GI     | 芝3200m（良） | 17    | 4     | 8     | 008.00（4人）   | 03着 | R3:16.3（35.7）   | -0.1 | 0三浦皇成   | 58        | レインボーライン       | 488         |
| 0000.09.16 | パリロンシャン | フォワ賞         | G2     | 芝2400m（良） | 6     | 4     | 6     |                 | 06着 |                   |      | 0武豊       | 58        | Waldgeist              | 計不        |
| 0000.10.07 | パリロンシャン | 凱旋門賞         | G1     | 芝2400m（良） | 19    | 1     | 9     |                 | 17着 |                   |      | 0武豊       | 59.5      | Enable                 | 計不        |
| 0000.12.23 | 中山           | 有馬記念         | GI     | 芝2500m（稍） | 16    | 1     | 2     | 032.2（11人）   | 15着 | R2:33.8（37.5）   | -1.6 | 0福永祐一   | 57        | ブラストワンピース     | 490         |
| 2019.03.23 | 中山           | 日経賞           | GII    | 芝2500m（稍） | 12    | 8     | 12    | 013.90（5人）   | 07着 | R2:35.3（36.0）   | -1.1 | 0三浦皇成   | 56        | メイショウテッコン     | 494         |
| 0000.04.28 | 京都           | 天皇賞（春）     | GI     | 芝3200m（良） | 13    | 8     | 12    | 009.20（4人）   | 10着 | R3:17.7（36.5）   | -2.7 | 0三浦皇成   | 58        | フィエールマン         | 496         |
| 0000.06.23 | 阪神           | 宝塚記念         | GI     | 芝2200m（良） | 12    | 7     | 9     | 034.00（9人）   | 08着 | R2:12.5（36.4）   | -1.7 | 0三浦皇成   | 58        | リスグラシュー         | 496         |
| 0000.09.01 | 新潟           | 新潟記念         | GIII   | 芝2000m（良） | 18    | 4     | 8     | 035.7（13人）   | 12着 | R1:58.4（35.1）   | -0.9 | 0田辺裕信   | 57.5      | ユーキャンスマイル     | 494         |
| 0000.10.06 | 京都           | 京都大賞典       | GII    | 芝2400m（良） | 17    | 2     | 3     | 041.60（8人）   | 09着 | R2:24.6（36.0）   | -1.1 | 0池添謙一   | 56        | ドレッドノータス       | 490         |
| 2020.02.29 | 阪神           | 仁川S            | L      | ダ2000m（稍） | 15    | 2     | 4     | 007.30（3人）   | 02着 | R2:04.2（37.0）   | -0.1 | 0池添謙一   | 57        | ヒストリーメイカー     | 496         |
| 0000.03.31 | 中山           | マーチS          | GIII   | ダ1800m（稍） | 16    | 1     | 2     | 007.70（4人）   | 02着 | R1:51.3（36.7）   | -0.0 | 0石橋脩     | 57.5      | スワーヴアラミス       | 492         |
| 0000.04.19 | 阪神           | アンタレスS      | GIII   | ダ1800m（稍） | 16    | 2     | 4     | 004.90（2人）   | 03着 | R1:50.1（36.4）   | -0.3 | 0石橋脩     | 57        | ウェスタールンド       | 490         |
| 0000.06.20 | 阪神           | 三宮S            | OP     | ダ1800m（稍） | 16    | 7     | 14    | 004.40（2人）   | 02着 | R1:49.7（36.3）   | -0.2 | 0石橋脩     | 57.5      | ヴェンジェンス         | 488         |
| 0000.07.18 | 阪神           | ジュライS        | L      | ダ1800m（良） | 12    | 8     | 12    | 001.80（1人）   | 02着 | R1:50.7（36.2）   | -0.0 | 0藤井勘一郎 | 58        | ウインユニファイド     | 486         |
| 0000.10.17 | 京都           | 太秦S            | OP     | ダ1800m（不） | 13    | 4     | 4     | 002.20（1人）   | 04着 | R1:48.5（35.6）   | -0.4 | 0福永祐一   | 58        | ベストタッチダウン     | 492         |
| 0000.11.08 | 阪神           | みやこS          | GIII   | ダ1800m（良） | 10    | 6     | 6     | 003.40（1人）   | 01着 | R1:49.9（37.3）   | -0.5 | 0川田将雅   | 57        | （ヒストリーメイカー） | 492         |
| 0000.12.06 | 中京           | チャンピオンズC  | GI     | ダ1800m（良） | 16    | 3     | 5     | 019.90（5人）   | 11着 | R1:50.5（37.2）   | -1.2 | 0三浦皇成   | 57        | チュウワウィザード     | 494         |
| 2021.02.11 | 佐賀           | 佐賀記念         | JpnIII | ダ2000m（良） | 12    | 1     | 1     | 001.70（1人）   | 01着 | R2:05.0（36.4）   | -1.7 | 0川田将雅   | 58        | （アシャカトブ）       | 485         |
| 0000.03.11 | 名古屋         | 名古屋大賞典     | JpnIII | ダ1900m（良） | 12    | 6     | 7     | 001.30（1人）   | 01着 | R2:00.0（38.0）   | -0.7 | 0川田将雅   | 58        | （バンクオブクラウズ） | 492         |
| 0000.06.30 | 大井           | 帝王賞           | JpnI   | ダ2000m（重） | 13    | 8     | 13    | 010.40（6人）   | 03着 | R2:03.4（37.5）   | -0.7 | 0C.ルメール | 57        | テーオーケインズ       | 490         |
| 0000.11.07 | 阪神           | みやこS          | GIII   | ダ1800m（良） | 16    | 6     | 11    | 002.80（1人）   | 06着 | R1:51.6（37.5）   | -0.8 | 0武豊       | 57        | メイショウハリオ       | 494         |
| 0000.12.05 | 中京           | チャンピオンズC  | GI     | ダ1800m（良） | 16    | 6     | 12    | 018.60（6人）   | 14着 | R1:52.4（38.1）   | -2.7 | 0川田将雅   | 57        | テーオーケインズ       | 498         |
| 0000.12.29 | 大井           | 東京大賞典       | GI     | ダ2000m（良） | 15    | 7     | 12    | 005.70（3人）   | 02着 | R2:04.2（37.2）   | -0.1 | 0川田将雅   | 57        | オメガパフューム       | 483         |
| 2022.03.10 | 名古屋         | 名古屋大賞典     | JpnIII | ダ1900m（良） | 12    | 6     | 7     | 001.40（1人）   | 01着 | R2:03.4（38.5）   | -0.0 | 0川田将雅   | 58        | （ケイアイパープル）   | 488         |
| 0000.06.29 | 大井           | 帝王賞           | JpnI   | ダ2000m（良） | 9     | 7     | 7     | 010.90（4人）   | 05着 | R2:04.4（38.5）   | -1.1 | 0森泰斗     | 57        | メイショウハリオ       | 487         |
| 0000.11.06 | 阪神           | みやこS          | GIII   | ダ1800m（良） | 16    | 8     | 15    | 031.50（7人）   | 10着 | R1:52.8（37.6）   | -1.2 | 0藤岡佑介   | 57        | サンライズホープ       | 488         |
| 0000.12.08 | 名古屋         | 名古屋GP         | JpnII  | ダ2100m（良） | 12    | 8     | 12    | 004.70（3人）   | 05着 | R2:17.4（40.7）   | -2.3 | 0藤岡佑介   | 57        | ペイシャエス           | 493         |

- タイム欄のRはレコード勝ちを示す

## 血統表
| クリンチャーの血統          | クリンチャーの血統                                                  | クリンチャーの血統                                                  | （血統表の出典）                                                    | （血統表の出典） |
| 父系                        | サンデーサイレンス系                                                | サンデーサイレンス系                                                | サンデーサイレンス系                                                | [ § 2 ]          |
| 父 ディープスカイ 2005 栗毛 | 父の父アグネスタキオン 1998 栗毛                                    | *サンデーサイレンス 1986 青鹿毛                                     | Halo                                                                | Halo             |
| 父 ディープスカイ 2005 栗毛 | 父の父アグネスタキオン 1998 栗毛                                    | *サンデーサイレンス 1986 青鹿毛                                     | Wishing Well                                                        |                  |
| 父 ディープスカイ 2005 栗毛 | 父の父アグネスタキオン 1998 栗毛                                    | アグネスフローラ 1987 鹿毛                                          | *ロイヤルスキー                                                     | *ロイヤルスキー  |
| 父 ディープスカイ 2005 栗毛 | 父の父アグネスタキオン 1998 栗毛                                    | アグネスフローラ 1987 鹿毛                                          | アグネスレディー                                                    |                  |
| 父 ディープスカイ 2005 栗毛 | 父の母*アビ Abi 1995 栗毛                                           | Chief's Crown 1982 鹿毛                                             | Danzig                                                              | Danzig           |
| 父 ディープスカイ 2005 栗毛 | 父の母*アビ Abi 1995 栗毛                                           | Chief's Crown 1982 鹿毛                                             | Six Crowns                                                          |                  |
| 父 ディープスカイ 2005 栗毛 | 父の母*アビ Abi 1995 栗毛                                           | Carmelized 1990 鹿毛                                                | Key to the Mint                                                     | Key to the Mint  |
| 父 ディープスカイ 2005 栗毛 | 父の母*アビ Abi 1995 栗毛                                           | Carmelized 1990 鹿毛                                                | Carmelize                                                           |                  |
| 母 ザフェイツ 1998 黒鹿毛   | 母の父*ブライアンズタイム 1985 黒鹿毛                               | Roberto 1969 鹿毛                                                   | Hail to Reason                                                      | Hail to Reason   |
| 母 ザフェイツ 1998 黒鹿毛   | 母の父*ブライアンズタイム 1985 黒鹿毛                               | Roberto 1969 鹿毛                                                   | Bramalea                                                            |                  |
| 母 ザフェイツ 1998 黒鹿毛   | 母の父*ブライアンズタイム 1985 黒鹿毛                               | Kelley's Day 1977 鹿毛                                              | Graustark                                                           | Graustark        |
| 母 ザフェイツ 1998 黒鹿毛   | 母の父*ブライアンズタイム 1985 黒鹿毛                               | Kelley's Day 1977 鹿毛                                              | Golden Trail                                                        |                  |
| 母 ザフェイツ 1998 黒鹿毛   | 母の母*ミスシャグラ 1990 鹿毛                                       | Danzig 1977 鹿毛                                                    | Northern Dancer                                                     | Northern Dancer  |
| 母 ザフェイツ 1998 黒鹿毛   | 母の母*ミスシャグラ 1990 鹿毛                                       | Danzig 1977 鹿毛                                                    | Pas de Nom                                                          |                  |
| 母 ザフェイツ 1998 黒鹿毛   | 母の母*ミスシャグラ 1990 鹿毛                                       | Dusty Dollar 1983 鹿毛                                              | Kris                                                                | Kris             |
| 母 ザフェイツ 1998 黒鹿毛   | 母の母*ミスシャグラ 1990 鹿毛                                       | Dusty Dollar 1983 鹿毛                                              | Sauceboat                                                           |                  |
| 母系(F-No.)                 | (FN:1-k)                                                            | (FN:1-k)                                                            | (FN:1-k)                                                            | [ § 3 ]          |
| 5代内の近親交配             | Danzig 4×3＝18.75%、Hail to Reason 5×4＝9.38%、Graustark 5×4＝9.38% | Danzig 4×3＝18.75%、Hail to Reason 5×4＝9.38%、Graustark 5×4＝9.38% | Danzig 4×3＝18.75%、Hail to Reason 5×4＝9.38%、Graustark 5×4＝9.38% | [ § 4 ]          |
| 出典                        | 1. 2. 3. 4.                                                         | 1. 2. 3. 4.                                                         | 1. 2. 3. 4.                                                         | 1. 2. 3. 4.      |

- 主な近親にハービンジャー、ブリッツェンがいる。